# Euchromius aris
Euchromius aris là một loài bướm đêm trong họ Crambidae.